# Robert O'Neill
Robert O'Neill (Butte, 10 de abril de 1976) es un exmilitar estadounidense de los Navy SEAL. Afirmó haber efectuado los disparos que acabaron con la vida de Osama bin Laden durante la redada en su complejo en Abbottabad, (Pakistán) el 2 de mayo de 2011.
En noviembre de 2014 saltó a la fama tras revelarse su identidad en una entrevista concedida por su padre al diario The Daily Mail, ya que O'Neill fue el militar que supuestamente había matado a Osama Bin Laden, disparándole tres veces, la noche del 2 de mayo de 2011, en su búnker de la ciudad pakistaní de Abbottabad.
El exmilitar, que llevaba una larga lista de misiones realizadas, había participado en operaciones como Alas Rojas en Afganistán, y el secuestro del Mærsk Alabama. O'Neill, que ya había concedido algunas entrevistas secretas, había decidido dar la cara en una entrevista en la cadena estadounidense FOX, pero su padre se anticipó a la exclusiva revelando su identidad a la prensa varios días antes de que la entrevista fuera emitida. La familia aseguró que no tenía miedo a represalias terroristas del Estado Islámico.